# Sindrome della neve visiva
La sindrome della neve visiva (o "dell'effetto neve") è la condizione per cui alcune persone vedono puntini bianchi e neri in una parte o nell'intera area del loro campo visivo. Di solito il problema è sempre presente e può durare per anni.

## Diagnosi e sintomi
Criteri diagnostici proposti per la sindrome della neve visiva:

Simulazione di persistente palinopsia illusoria

- Piccoli puntini, dinamici e continui, nell'intero campo visivo.
- Sintomi visivi aggiuntivi di cui due dei seguenti quattro tipi:
  - Palinopsia di tipo illusorio o allucinatorio (un'illusione ottica in cui un oggetto continua a essere percepito anche quando è uscito dal campo visivo, lasciando a volte una sorta di scia come una serie di "fotogrammi" sdoppiati)
  - Fenomeni entoptici avanzati
  - Fotofobia
  - Cecità notturna
- I sintomi non sono coerenti con la tipica emicrania o con fenomeni epilettici
- I sintomi non sono attribuibili ad un altro disturbo (oftalmologico, abuso di droghe, uso di alcuni farmaci).

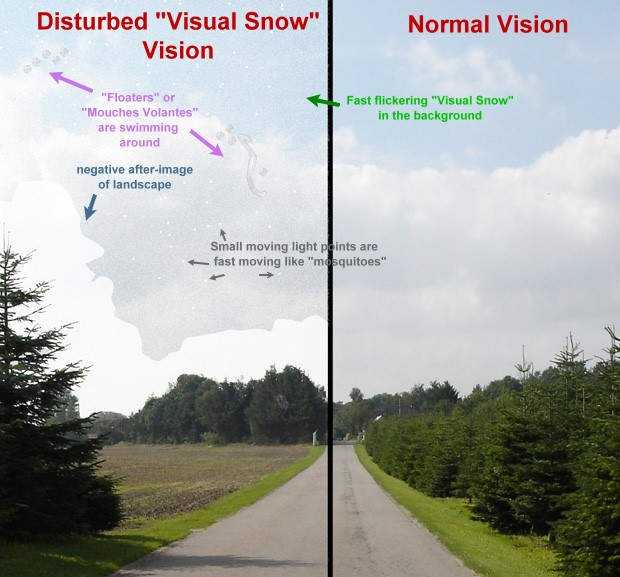
Simulazione di neve visiva e miodesopsie, paragonata a visione normale

Oltre alla sindrome della neve visiva, molti degli affetti dal disturbo hanno anche altri tipi di disturbi visuali come starbursts oculari, fosfene, immagini residue, miodesopsia, acufeni e molti altri.
Alcuni neuroftalmologi credono che tale sindrome non sia una condizione medica, bensì un sintomo mal compreso.
Le persone segnalano di vedere la "neve", come il "rumore video" visibile nelle vecchie TV dopo la fine di una trasmissione. Uno studio del 2010 ipotizza che ciò che i pazienti vedono come "neve", sia in realtà il loro "rumore visuale" intrinseco. Molti segnalano una maggiore intensità dell'effetto in condizioni di scarsa luminosità.

## Cause
Le cause non sono chiare. Si crede che il meccanismo che genera il disturbo sia dovuto all'eccessiva eccitabilità dei neuroni all'interno della corteccia cerebrale, precisamente la lingula destra e la parte anteriore del lobo parietale sinistro del cervello.
La persistenza della sindrome può essere associata ad una complicazione dell'emicrania chiamata "aura persistente" comunemente conosciuta come emicrania aura persistente (PMA). L'aura con scotoma scintillante che precede a volte gli attacchi di cefalea nell'emicrania, è tralaltro un fenomeno presente anche nell'epilessia del lobo temporale, poco prima di una crisi semplice o parziale.
Il ruolo degli allucinogeni nella sindrome della neve visiva non è chiaro. Il disturbo della percezione allucinogena persistente (HPPD), una condizione causata dalle droghe allucinogene, è a volte connesso a tale sindrome.

## Trattamenti
Non vi è un trattamento stabilito per la sindrome dell'effetto neve. È difficile risolvere il disturbo della visual snow con dei trattamenti, ma è possibile ridurne i sintomi e migliorare la qualità della vita di chi ne è affetto.
Tra le cure mediche che possono essere utilizzate vi sono lamotrigina, acetazolamide, o verapamil. Non sempre, però, questi farmaci danno benefici.